# Bert Blauw
Bert Blauw (Amsterdam, 13 oktober 1951) is een Nederlands ex-profvoetballer.
Zijn positie op het veld was doelman. Blauw begint zijn voetballoopbaan op 9-jarige leeftijd bij de Amsterdamse voetbalvereniging “de Eland”. Op 18-jarige leeftijd tekent hij zijn eerste (semi)profcontract bij ZFC uit Zaandam (toen nog 2e divisie).
In 1970 stapte Blauw over naar Telstar uit Velsen. In zijn Telstar-periode wordt hij geselecteerd voor Jong Oranje (onder de 23 jaar) en speelt hij ook voor het Nederlands Militair Elftal.
Bert Blauw speelde achtereenvolgens voor AZ’67 uit Alkmaar, Vitesse, (Arnhem), Heracles Almelo, FC Twente (tijdens het Trofeo Costa del Sol, Málaga - Spanje in 1974) en SC Amersfoort. In 1979 beëindigde Bert Blauw zijn profcarrière na in 1978 een ernstige beenbreukblessure te hebben opgelopen in de wedstrijd FC Dordrecht – Heracles’74.